# Искари
Искари (груз. ისკარი) — село в Грузии, на территории Местийского муниципалитета края (мхаре) Самегрело-Верхняя Сванетия.

## География
Село находится в северо-западной части Грузии, на правом берегу реки Лешта (правый приток Ингури), на расстоянии приблизительно 15 километров (по прямой) к западу от посёлка городского типа Местиа, административного центра муниципалитета. Абсолютная высота — 1515 метров над уровнем моря.

## Население
По результатам официальной переписи населения 2014 года в Искари проживало 99 человек (44 мужчины и 55 женщин). В национальной структуре населения грузины составляли 99 %.
| Год  | Население, человек |
| ---- | ------------------ |
| 2002 | 148                |
| 2014 | ↘ 99               |